# Astronomie des Aborigènes d'Australie
 (août 2022).
La mise en forme du texte ne suit pas les recommandations de Wikipédia : il faut le « wikifier ».
Les points d'amélioration suivants sont les cas les plus fréquents. Le détail des points à revoir est peut-être précisé sur la page de discussion.
- Les titres sont pré-formatés par le logiciel. Ils ne sont ni en capitales, ni en gras.
- Le texte ne doit pas être écrit en capitales (les noms de famille non plus), ni en gras, ni en italique, ni en « petit »…
- Le gras n'est utilisé que pour surligner le titre de l'article dans l'introduction, une seule fois.
- L'italique est rarement utilisé : mots en langue étrangère, titres d'œuvres, noms de bateaux, etc.
- Les citations ne sont pas en italique mais en corps de texte normal. Elles sont entourées par des guillemets français : « et ».
- Les listes à puces sont à éviter, des paragraphes rédigés étant largement préférés. Les tableaux sont à réserver à la présentation de données structurées (résultats, etc.).
- Les appels de note de bas de page (petits chiffres en exposant, introduits par l'outil «  Source ») sont à placer entre la fin de phrase et le point final[comme ça].
- Les liens internes (vers d'autres articles de Wikipédia) sont à choisir avec parcimonie. Créez des liens vers des articles approfondissant le sujet. Les termes génériques sans rapport avec le sujet sont à éviter, ainsi que les répétitions de liens vers un même terme.
- Les liens externes sont à placer uniquement dans une section « Liens externes », à la fin de l'article. Ces liens sont à choisir avec parcimonie suivant les règles définies. Si un lien sert de source à l'article, son insertion dans le texte est à faire par les notes de bas de page.
- La présentation des références doit suivre les conventions bibliographiques. Il est recommandé d'utiliser les modèles {{Ouvrage}}, {{Chapitre}}, {{Article}}, {{Lien web}} et/ou {{Bibliographie}}. Le mode d'édition visuel peut mettre en forme automatiquement les références.
- Insérer une infobox (cadre d'informations à droite) n'est pas obligatoire pour parachever la mise en page.

Pour une aide détaillée, merci de consulter Aide:Wikification.
Si vous pensez que ces points ont été résolus, vous pouvez retirer ce bandeau et améliorer la mise en forme d'un autre article.
L'astronomie des aborigènes d'Australie est un pan de la culture aborigène australienne relatif aux sujets astronomiques – comme le Soleil et la Lune, les étoiles, les planètes et la Voie Lactée, et leurs mouvements dans le ciel.
La mythologie aborigène comprend de nombreuses composantes de l'astronomie. Ces traditions ont été transmises oralement par le biais de cérémonies et dans l'art. Les systèmes astronomiques montrent ainsi une compréhension approfondie du mouvement des objets célestes, qui leur a notamment servi à créer des calendriers et voyager via la Terre et par bateau. Il existe une diversité de traditions astronomiques en Australie, chacune avec sa propre expression particulière de la cosmologie. Des systèmes communs se retrouvent cependant entre les groupes.

## Historique
Les peuples aborigènes sont souvent décrits comme les premiers astronomes du monde,,.
L'un des premiers documents écrits sur l'astronomie aborigène est rédigé par William Edward Stanbridge, un Anglais qui a émigré en Australie en 1841 qui se rapproche du peuple Boorong local, de la tribu Wergaia (en).

## Significations traditionnelles

### Émeu céleste

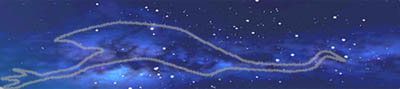
L'émeu céleste aborigène.

La constellation de l'émeu céleste se retrouve dans presque toutes les cultures aborigènes d'Australie. Elle se compose de nébuleuses obscures visibles dans la Voie lactée,. Dans l'astronomie occidentale, la Croix du Sud est à droite, avec le Sac de charbon au niveau de la tête de l'émeu, tandis que le corps et les jambes suivent le Grand Rift jusqu'à la constellation du Scorpion.
Dans le parc national Ku-ring-gai Chase, au nord de Sydney, se trouvent de vastes gravures rupestres du peuple Kuringgai qui y vivait, y compris des représentations du créateur-héros Daramulan et de sa femme émeu. Une gravure près de la piste d'Elvina montre un émeu dans la même pose et orientation que l'émeu dans la constellation du ciel.
Pour les peuples Yolngu, Ngarinman et Wardaman dans les terres du Nord de l'Australie, le Sac de charbon est le lieu où vit un esprit maléfique qui lancera une boule de feu (une météorite particulièrement brillante) pour détruire la Terre si des lois sacrées sont enfreintes ou si des traditions sont ignorées,.

### Canoë et Orion
La constellation dite d'Orion par l'astronomie occidentale est appelée Julpan par le peuple Yolngu du nord de l'Australie, qui y voit un canoë. Le mythe raconte l'histoire de trois frères partis à la pêche, dont un mange un poisson-scie, un acte interdit par la loi. La femme-soleil, Walu, génère un geyser qui emporte le canoë et les trois frères dans le ciel. Les trois étoiles bordant le centre de la constellation sont les trois frères, connus comme Ceinture d'Orion en astronomie occidentale. La Nébuleuse d'Orion au-dessus d'eux correspond au poisson-scie, et les étoiles Bételgeuse et Rigel sont les extrémités du canot,.

### Sept sœurs et Pléiades
La constellation des Pléiades figure dans les temps du rêve et les chansons de plusieurs peuples aborigènes australiens, généralement sous le nom des sept sœurs. L'histoire classique est celle d'un être ancestral masculin qui poursuit sept sœurs de l'ouest à l'est de l'Australie, avant que les sœurs se transforment finalement en étoiles.
Le nom des personnages change d'un peuple à l'autre. Le parcours de l'histoire commence dans la région de Pilbara et voyage à travers l'Anangu Pitjantjatjara Yankunytjatjara.
Le peuple Yamatji qui parle Wajarri, dans la région de Murchison en Australie-Occidentale, appelle les sœurs Nyarluwarri. Lorsque la constellation est proche de l'horizon au moment où le soleil se couche, c'est l'heure de récolter les œufs d'émeu, et le peuple utilise également la luminosité des étoiles pour prédire les averses.
Dans le bloc culturel du désert occidental, on dit qu'elles sont sept sœurs fuyant les attentions importunes d'un homme représenté par certaines des étoiles d'Orion. Dans ces histoires, l'homme s'appelle Nyiru ou Nirunja et le temps du rêve correspondant à cette histoire est connu sous le nom de Kungkarangkalpa. Dans la région de Kimberley en Australie-Occidentale, l'aigle d'Australie poursuit les sept sœurs dans le ciel, où elles deviennent l'amas d'étoiles et il devient la Croix du Sud.
Dans la version Warlpiri de l'histoire, les sœurs Napaljarri sont représentées portant un homme appelé Wardilyka, qui est amoureux d'elles. Mais l'étoile du matin, Jukurra-jukurra, un homme d'un autre skin et qui est également amoureux des sœurs, les poursuit à travers le ciel. Chaque nuit, le groupe se lance dans le ciel et il les suit. Cette histoire est connue sous le nom de Napaljarri-warnu Jukurrpa.
Les habitants des environs du lac Eyre en Australie-Méridionale racontent comment l'homme ancestral a été empêché de capturer l'une des sept sœurs grâce à un déluge.
Le peuple Wirangu de la côte ouest de l'Australie-Méridionale a un récit original basé sur cette constellation. Dans l'histoire, le chasseur s'appelle Tgilby. Tgilby, après être tombé amoureux des sept sœurs, connues sous le nom de Yugarilya, les chasse du ciel et les poursuit ensuite sur Terre. Quant à elles, elles suivent un serpent, Dyunu.

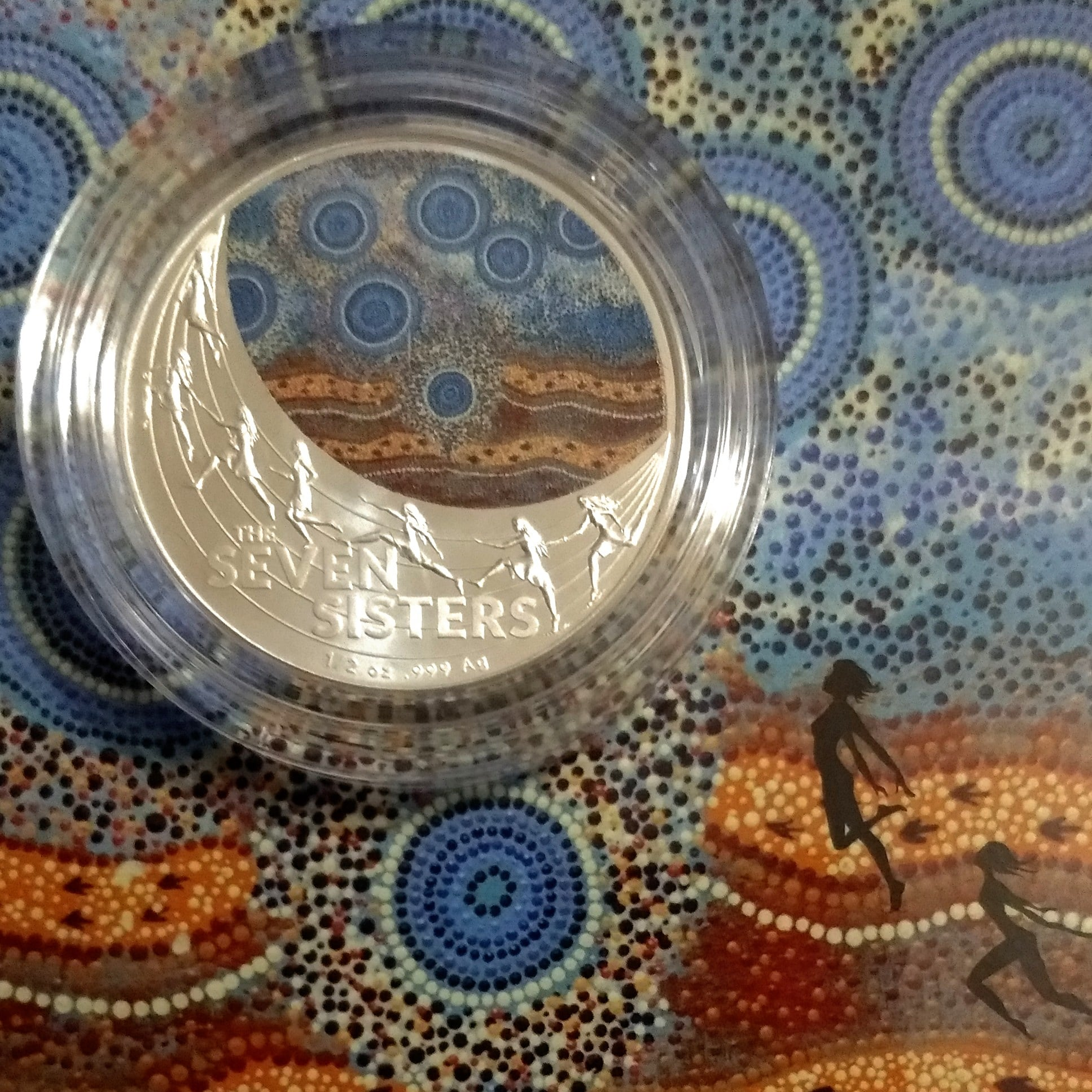
Pièce commémorative de 1 dollar émise en 2020 par la monnaie royale australienne, avec les sept sœurs.

Le peuple Boonwurrung de la nation Kulin de Victoria raconte l'histoire de Karatgurk, qui raconte comment un corbeau a volé aux sept sœurs le secret du feu, l'offrant à l'humanité.
Dans une autre histoire, racontée par des habitants de la Nouvelle-Galles du Sud, les sept sœurs sont de belles femmes connues sous le nom de Maya-Mayi, dont deux sont kidnappées par un guerrier, Warrumma ou Warunna. Elles finissent par s'échapper en escaladant un pin qui grandit jusqu'à atteindre le ciel où elles rejoignent leurs autres sœurs.
En 2017, une grande exposition intitulée Songlines: Tracking the Seven Sisters a été montée au National Museum of Australia,.
En septembre 2020, la Royal Australian Mint émet sa deuxième pièce commémorative d'un dollar dans sa série "Star Dreaming" célébrant l'astrologie des Australiens autochtones, d'après le modèle des sept sœurs.
L'histoire des sept sœurs est représentée régulièrement dans l'art,, comme dans la peinture de 2017 de Tjungkara Ken (en), l'œuvre de 2018 de Kaylene Whiskey (en) "Seven Sistas",, et l'installation à grande échelle des Tjanpi Desert Weavers commandée dans le cadre de l'exposition Know My Name 2020 de la Galerie nationale d'Australie.
Le musée d'Art contemporain d'Australie à Sydney détient une œuvre de 2013 des tisserands du désert Tjanpi intitulée Minyma Punu Kungkarangkalpa. En mars 2013, des danseurs âgés du désert des terres APY collaborent avec l'ARC Linkage de l'Université nationale australienne pour une interprétation de Kungkarangkalpa: The Seven Sisters Songline sur les rives du lac Burley Griffin à Canberra, un spectacle monté par le directeur artistique Wesley Enoch (en),,.

### La voie Lactée
Le peuple Kaurna des plaines d'Adélaïde en Australie-Méridionale appelle la Voie lactée wodliparri, ce qui signifie « rivière de la maison ». Ils voient Karrawirra Parri, la rivière Torrens, comme le reflet de wodliparri.
Le peuple Yolngu raconte qu'à la mort d'une personne, elle est emmenée par un canoë mystique, Larrpan, vers l'île des esprits Beralku dans le ciel. Pour ce peuple, ce sont des feux de camp qu'on voit brûler le long du grand fleuve de la Voie lactée. Le canoë est renvoyé sur Terre sous la forme d'une étoile filante indiquant aux vivants la bonne arrivée de leurs proches au royaume des esprits.
Le peuple Boorong voit dans la Croix du Sud un opossum dans un arbre.

### Soleil et lune
De nombreuses traditions racontent l'histoire d'un Soleil féminin et d'une Lune masculine.
Les Yolŋu disent que Walu, la femme-soleil, allume un feu chaque matin, que nous voyons comme l'aube. Elle s'enduit d'ocre rouge, dont une partie se déverse sur les nuages, créant le lever du soleil. Elle allume ensuite une torche et la porte à travers le ciel d'est en ouest, créant la lumière du jour. À la fin de son voyage, alors qu'elle descend du ciel, une partie de ses peintures ocres déteint à nouveau sur les nuages, créant le coucher de soleil. Elle éteint enfin sa torche et, tout au long de la nuit, fait son retour sous terre à son camp de départ à l'est. D'autres peuples aborigènes du Territoire du Nord l' appellent Wuriupranili.
Les Yolŋu racontent que Ngalindi, l'homme-lune, est d'abord jeune et mince (la lune croissante), mais devient gros et paresseux (la pleine lune). Ses femmes le coupent en morceaux avec leurs haches (la lune décroissante) ; pour leur échapper, il grimpe sur un grand arbre en direction du soleil, mais meurt des suites de ses blessures (la nouvelle Lune). Après être resté mort pendant trois jours, il se relève et le cycle recommence. Le peuple Kuwema du Territoire du Nord dit que sa prise de poids à chaque pleine lune se fait en dévorant les esprits des personnes qui désobéissent aux lois tribales. Une autre histoire des Aborigènes de la péninsule du cap York implique la fabrication d'un boomerang géant qui est lancé dans le ciel et devient la Lune.
Une histoire du sud de l'État de Victoria concerne une belle femme forcée à vivre seule dans le ciel après un certain nombre de liaisons scandaleuses.
Les Yolŋu associent également la Lune aux marées.

### Éclipses
Pour le peuple Warlpiri, une éclipse solaire s'explique par la femme-soleil étant cachée par l'homme-lune pendant une relation sexuelle. Cette explication est partagée par d'autres groupes, comme les Wirangu.
Dans le parc national Ku-ring-gai Chase, il existe un certain nombre de gravures montrant une forme de croissant, avec des cornes pointues pointant vers le bas, et en dessous un dessin d'un homme devant une femme. Alors que la plupart des chercheurs ont supposé que la forme du croissant représentait un boomerang, certains soutiennent qu'elle est plus facilement interprétée comme une éclipse solaire, avec l'explication mythologique de l'homme et de la femme représentée en dessous.

### Vénus
Le lever de Vénus marque une importante cérémonie des Yolŋu, qui l'appellent Barnumbirr (« Étoile du matin et Étoile du soir »). Ils se rassemblent après le coucher du soleil pour attendre le lever de la planète. Alors qu'elle apparaît ou réapparaît dans les premières heures avant l'aube, les Yolŋu disent qu'elle tire derrière elle une corde de lumière attachée à l'île de Beralku sur Terre, et le long de cette corde, à l'aide d'un poteau richement décoré, les gens sont capables de montrer à leurs proches décédés qu'ils les aiment toujours et se souviennent d'eux.

### Jupiter
Les Dja Dja Wurrung appellent Jupiter « le feu de camp de Bunjil ». La planète figure dans le logo de la Djae Djae Wurrung Clans Aboriginal Corporation, en tant que symbole de l'esprit créateur.

### Eta Carinae
En 2010, les astronomes Duane Hamacher et David Frew de l'Université Macquarie de Sydney montrent que le peuple aborigène Boorong du nord-ouest de Victoria, en Australie, a été témoin de l'explosion d'Eta Carinae dans les années 1840 et l'a incorporé dans les traditions orales sous le nom de Collowgulloric War, l'épouse de War.

## Calendriers solaires et lunaires
De nombreux groupes du nord de l'Australie utilisent un calendrier à six saisons, et certains groupes marquent les saisons par les étoiles qui sont visibles pendant celles-ci. Pour les Pitjantjatjara, par exemple, le lever des Pléiades à l'aube, en mai, marque le début de l'hiver.
Le lever ou le coucher héliaque des étoiles ou des constellations indique aux aborigènes australiens quand il est temps de déménager dans un nouvel endroit et/ou de chercher une nouvelle source de nourriture, à l'aide du lien entre calendriers et mythes associés.
Le peuple Boorong de Victoria sait que lorsque la constellation du Léipoa ocellé (constellation de la Lyre dans le monde occidental) disparaît en octobre, il est temps de commencer à ramasser les œufs de cet oiseau sur Terre. D'autres groupes identifient que lorsque Orion apparaît pour la première fois dans le ciel, les chiots dingo sont sur le point de naître. Lorsque la constellation du Scorpion apparaît, les Yolŋu savent que les pêcheurs de Makassar arriveront bientôt pour pêcher l'holothurie.
On ne sait pas dans quelle mesure les Autochtones s'intéressaient au mouvement précis du soleil, de la lune, des planètes ou des étoiles. Cependant, il est probable que certains des arrangements de pierre à Victoria tels que Wurdi Youang près de Little River aient pu être utilisés pour prédire et confirmer les équinoxes et/ou les solstices. L'âge de l'installation est inconnu,.
Il existe des gravures rupestres du peuple Nganguraku à Ngaut Ngaut qui, selon la tradition orale, représentent des cycles lunaires. La majeure partie de leur culture (y compris leur langue) a été perdue après l'interdiction de la tradition orale par les missionnaires chrétiens,.

## Dans la culture contemporaine
En mai 2020, la Monnaie royale australienne lance une pièce commémorative d'un dollar en édition limitée, la première de sa série "Star Dreaming" célébrant l'astrologie des Australiens autochtones, qui représente l'émeu céleste. En septembre de la même année, la pièce suivante représente les sept sœurs.
Une grande partie de l'art aborigène contemporain a un thème astronomique. Gulumbu Yunupingu, Bill Yidumduma Harney (en) et Naminapu Maymuru-White (en), qui ont tous remporté des prix ou ont été finalistes des National Aboriginal & Torres Strait Islander Art Award (en), en sont des exemples. En 2009, une exposition d'art astronomique autochtone de WA, nommée Ilgarijiri, est lancée à l'AIATSIS à Canberra en conjonction avec un symposium sur l'astronomie autochtone.